# Celtic Woman: An Irish Journey
An Irish Journey es un álbum recopilatorio del conjunto Celtic Woman, publicado el 3 de octubre de 2011 como un lanzamiento exclusivo en Francia.
Las cantantes en An Irish Journey son las vocalistas Chloë Agnew, Lisa Kelly, Lisa Lambe, Órla Fallon, Méav Ní Mhaolchatha, Hayley Westenra, Lynn Hilary, Alex Sharpe y la violinista Máiréad Nesbitt.
Todas las canciones y temas fueron extraídos de lanzamientos anteriores del grupo, lo que hace de este álbum uno de los pocos que cuentan con la participación de la mayoría de las integrantes de Celtic Woman a lo largo de su treyectoria hasta esa fecha (2011). La única canción que se puede categorizar como un trabajo de estudio es The Water Is Wide, interpretada por Lisa Kelly, Chloë Agnew, Lisa Lambe y Máiréad Nesbitt. Otra versión de este tema sería publicada en su séptimo álbum de estudio Believe, pero en esta nueva producción es interpretada solo por Lisa Kelly y Máiréad Nesbitt.

## Lista de temas
| An Irish Journey |                                         |                                                |          |  |
| N.º              | Título                                  | Intérprete(s)                                  | Duración |  |
| 1.               | «The Water Is Wide»                     | Kelly, Agnew, Lambe, Nesbitt                   | 3:31     |  |
| 2.               | «The Coast Of Galiçia»                  | Máiréad Nesbitt                                | 3:36     |  |
| 3.               | «Harry's Game »                         | Órla Fallon                                    | 2:31     |  |
| 4.               | «Dúlaman»                               | Méav Ní Mhaolchatha                            | 3:06     |  |
| 5.               | «Amazing Grace»                         | Kelly, Agnew, Hilary, Sharpe                   | 4:57     |  |
| 6.               | «Danny Boy»                             | Méav Ní Mhaolchatha                            | 3:26     |  |
| 7.               | «Níl Sé'n Lá»                           | Kelly, Agnew, Hilary, Sharpe, Nesbitt          | 3:36     |  |
| 8.               | «Isle Of Inisfree»                      | Órla Fallon                                    | 3:27     |  |
| 9.               | «Granuaile's Dance»                     | Máiréad Nesbitt                                | 3:41     |  |
| 10.              | «Galway Bay»                            | Chloë Agnew                                    | 4:14     |  |
| 11.              | «Mo Ghile Mear»                         | Kelly, Agnew, Fallon, Ní Mhaolchatha, Westenra | 4:50     |  |
| 12.              | «The Voice»                             | Lisa Kelly                                     | 3:08     |  |
| 13.              | «At The Céili (Live From Slane Castle)» | Kelly, Fallon, Ní Mhaolchatha, Nesbitt         | 5:00     |  |
| 14.              | «You Raise Me Up»                       | Kelly, Agnew, Nesbitt, Fallon, Hilary          | 4:41     |  |
| 15.              | «Spanish Lady (Live From Slane Castle)» | Kelly, Agnew, Fallon, Ní Mhaolchatha, Westenra | 2:23     |  |
| 56:07            |                                         |                                                |          |  |

- Datos: Q3311506